# Prima Lega 2011-2012 (Bahrein)
La Bahrein First Division League 2011-2012 è la 55ª edizione della massima competizione nazionale per club del Bahrein, la squadra campione in carica è l'Al-Muharraq Sports Club.

## Classifica
|                    | Pos. | Squadra     | Pt | G  | V  | N | P  | GF | GS | DR  |
| ------------------ | ---- | ----------- | -- | -- | -- | - | -- | -- | -- | --- |
| Bahrein (bandiera) | 1.   | Al-Riffa    | 45 | 18 | 14 | 3 | 1  | 34 | 16 | +18 |
|                    | 2.   | Al-Muharraq | 38 | 18 | 2  | 1 | 4  | 41 | 13 | +28 |
|                    | 3.   | Al-Bisitin  | 34 | 18 | 10 | 4 | 4  | 34 | 25 | +9  |
|                    | 4.   | Al-Hidd     | 22 | 18 | 7  | 2 | 6  | 23 | 26 | -3  |
|                    | 5.   | Al-Najma    | 21 | 18 | 6  | 3 | 9  | 24 | 24 | 0   |
|                    | 6.   | Al-Hala     | 21 | 18 | 6  | 3 | 9  | 29 | 33 | -4  |
|                    | 7.   | Manama      | 20 | 18 | 6  | 2 | 10 | 20 | 29 | -9  |
|                    | 8.   | Al-Bahrain  | 19 | 18 | 5  | 4 | 9  | 23 | 29 | -6  |
|                    | 9.   | Al-Ahli     | 18 | 18 | 5  | 3 | 10 | 16 | 28 | -12 |
|                    | 10.  | East Riffa  | 15 | 18 | 4  | 3 | 11 | 19 | 36 | -17 |

Legenda:

      Campione del Bahrein 2011-2012, ammessa alla Coppa dell'AFC 2013

      Ammessa alla Coppa dell'AFC 2013

      Retrocessa in Bahrein Second Division 2012-2013

Note:
Tre punti a vittoria, uno a pareggio, zero a sconfitta.